# Zakspeed 871
O 871 é o modelo da Zakspeed da temporada de 1987 da F1.
Foi guiado por Martin Brundle e Christian Danner. Com esse chassi, Brundle marcou 2 pontos com o 5º lugar no Grande Prêmio de San Marino, os únicos pontos na história da equipe alemã.
- http://b.f1-facts.com/ul/a/2112 Em falta ou vazio |título= (ajuda)